# Cosmologia di stringa
La cosmologia di stringa è un modello teorico di sviluppo dell'Universo primordiale formulato sulla base delle equazioni della teoria delle stringhe per la descrizione della gravità e delle interazioni fondamentali della materia.
La cosmologia di stringa può essere interpretata anche come un modello non-convenzionale rispetto al modello cosmologico standard che assume invece come fondamento le equazioni della relatività generale e il cosiddetto modello standard delle particelle.